# 卞章戛
卞章戛，傣族，云南勐卯人，生于清朝乾隆年间，历史学家，清朝四译馆翻译官:503。

## 生平
卞章戛生于勐卯弄冒寨，是上座部佛教佛寺中的长老，傣族尊称他为“召帕雅坦玛铁”，意为“大佛爷”。卞章戛颇具写作才能，精通历史，于1886年3月25日完成傣文史籍《嘿勐咕勐》（意为“各国历史”）一书，记述公元前424年“达光王国”至公元1773年间勐卯的历史。:742-743:331